# Жман
Жман је насељено место у саставу општине Сали, на Дугом отоку у Задарској жупанији, Република Хрватска.

## Историја
До територијалне реорганизације у Хрватској налазио се у саставу старе општине Задар.

## Становништво
На попису становништва 2011. године, Жман је имао 199 становника.

## Попис1991.
На попису становништва 1991. године, насељено место Жман је имало 328 становника, следећег националног састава:
| Попис 1991.‍ | Попис 1991.‍ | Попис 1991.‍ | Попис 1991.‍ | Попис 1991.‍ |
| ----------- | ----------- | ----------- | ----------- | ----------- |
|             |             |             |             |             |
| Хрвати      | Хрвати      |             | 311         | 94,81%      |
| Муслимани   | Муслимани   |             | 4           | 1,21%       |
| Немци       | Немци       |             | 3           | 0,91%       |
| Југословени | Југословени |             | 2           | 0,60%       |
| Словенци    | Словенци    |             | 1           | 0,30%       |
| непознато   | непознато   |             | 7           | 2,13%       |
| укупно: 328 |             |             |             |             |